# Galliot Cay
Galliot Cay (dt.: „Galiot (Schiff)-Sandbank“) ist eine kleine unbewohnte Insel der Bahamas. Sie und Hog Cay liegen westlich einer Landzunge an der Nordspitze der großen Long Island, am Ausgang des Glenton Sound und der Calabash Bay.
Weiter südlich zieht sich eine weitere Erhebung nach Westen, welche durch die Inseln Dove Cay markiert ist.